# Uğur Mumcu
 (avril 2022).
Si vous disposez d'ouvrages ou d'articles de référence ou si vous connaissez des sites web de qualité traitant du thème abordé ici, merci de compléter l'article en donnant les références utiles à sa vérifiabilité et en les liant à la section « Notes et références ».
Uğur Mumcu, né le 22 août 1942 à Kırşehir et mort assassiné le 24 janvier 1993 à Ankara, est un intellectuel turc, journaliste d'investigation et chroniqueur pour le quotidien Cumhuriyet. Il a été assassiné par l'explosion de sa voiture.
Uğur Mumcu était le troisième enfant d'une fratrie de quatre. Il est né à Kırşehir, ville où travaillait son père. Il a fait ses études à Ankara et entra en 1961 à la faculté de droit de l'université d'Ankara. Il finit ses études en 1965 et travailla comme avocat. Il visita l'Angleterre pour y apprendre l'anglais et à son retour en Turquie travailla comme maître de conférences à l'université d'Ankara de 1969 à 1972.
Ses premiers écrits datent de ses années universitaires, tout d'abord dans le magazine Yön puis dans divers autres périodiques de gauche. Entre 1968 et 1970, il écrivit des articles politiques pour les quotidiens Akşam, Cumhuriyet et Milliyet. En 1974, Uğur Mumcu commença une carrière de chroniqueur, tout d'abord dans le périodique Yeni Ortam puis, à partir de 1975 et jusqu'à sa mort, dans le quotidien Cumhuriyet (à l'exception de quelques mois en 1991 à cause de différends avec la direction).
Le 24 janvier 1993 au matin, il quitta son appartement et entra dans sa voiture garée au pied de son domicile. Lorsqu'il démarra son véhicule, il fut tué par l'explosion d'une bombe au C-4 placée sous sa voiture. Plusieurs groupes ont revendiqué la responsabilité de son assassinat, dont l'Organisation de libération islamique, les Combattants du grand orient islamique et le Jihad islamique.
Comme pour son activité de journaliste, Uğur Mumcu a aussi publié des livres sur des sujets politiques concernant la Turquie actuelle ou historique. Au moment de son assassinat, il effectuait des recherches sur le problème kurde et le PKK.
En octobre 1994, sa femme Güldal Mumcu et ses enfants (Özgür Mumcu et Özge Mumcu) ont créé la fondation "um:ag" ("Uğur Mumcu Investigative Journalism Foundation") afin d'encourager le développement du journalisme d'investigation parmi les jeunes journalistes turcs.
Le 23 mai 2021, le chef mafieux Sedat Peker publie une vidéo dans laquelle il explique que l'assassinat d'Uğur Mumcu a été commandité par Mehmet Ağar, ancien responsable de la police nationale turque.